# Anyllis tiegsi
Anyllis tiegsi är en insektsart som först beskrevs av William Edward China 1952.  Anyllis tiegsi ingår i släktet Anyllis och familjen spottstritar. Inga underarter finns listade i Catalogue of Life.